# Dzwonkówka pasożytnicza

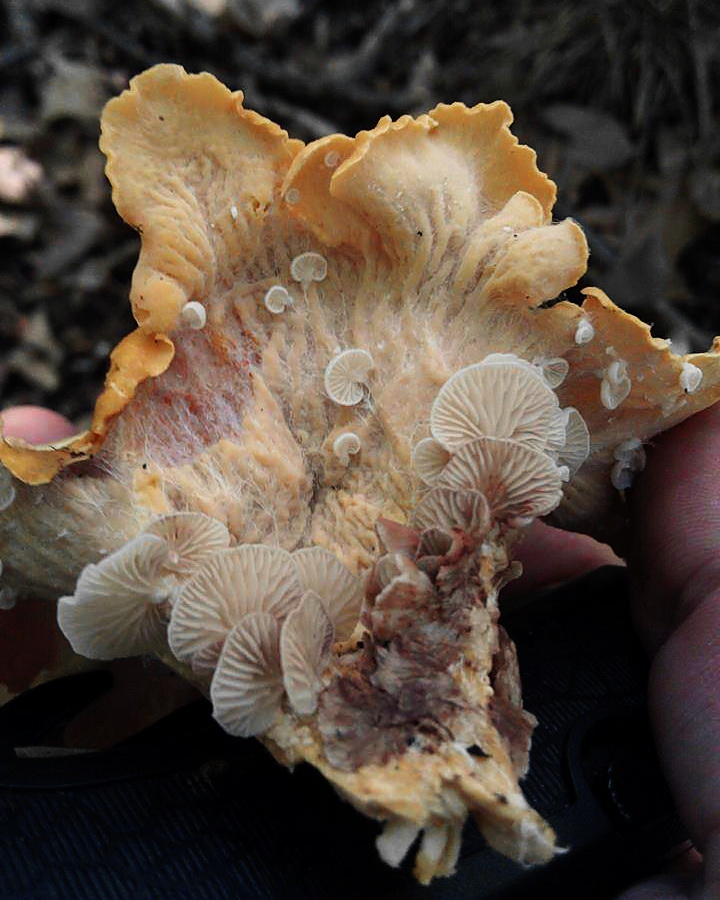

Dzwonkówka pasożytnicza (Entoloma parasiticum (Quél.) Kreisel) – gatunek grzybów z rodziny dzwonkówkowatych (Entolomataceae).

## Systematyka i nazewnictwo
Pozycja w klasyfikacji według Index Fungorum: Entoloma, Entolomataceae, Agaricales, Agaricomycetidae, Agaricomycetes, Agaricomycotina, Basidiomycota, Fungi.
Po raz pierwszy gatunek ten opisał w 1879 r. Lucien Quélet, nadając mu nazwę Leptonia parasitica. Obecną nazwę nadał mu Hanns Kreisel w 1984 r. Synonimy:
- Claudopus parasiticus (Quél.) Ricken 1913
- Leptonia parasitica Quél. 1879
- Rhodophyllus parasiticus (Quél.) Quél. 1886[2].

Polską nazwę zarekomendowała w 2025 r. Komisja ds. Polskiego Nazewnictwa Grzybów Polskiego Towarzystwa Mykologicznego.

## Morfologia
Kapelusz
Średnica 3–9 mm, okrągły lub nerkowaty z lekko podwiniętym brzegiem, biały, całkowicie owłosiony.
Blaszki
Rzadkie, o szerokości do 2 mm, bez międzyblaszek, przyrośnięte, wąsko brzuchate, bladoróżowe. Ostrza tej samej barwy.
Trzon
Często brak, jeśli występuje, ma wysokość do 5 mm i grubość około 1 mm, jest ekscentryczny, biały, oprószony.
Miąższ
Bez zapachu, smak nieznany.
Cechy mikroskopowe
Podstawki 4-zarodnikowe ze sprzążkami. Zarodniki 89,5–12,5 × 8–11 µm, Q = 1,1–1,4, subizodiametryczne, w widoku z boku 5–6–kątne. Krawędź blaszek płodna. Brak cystyd. Strzępki skórki cylindryczne o szerokości 2–8 µm. W strzępkach brak pigmentu, są sprzążki.

## Występowanie i siedlisko
Podano występowanie dzwonkówki pasożytniczej w Ameryce Północnej i Europie. Jest tu szeroko rozprzestrzeniony. Prawdopodobnie nie jest rzadki, lecz jest przeoczany z powodu małych rozmiarów. Brak go w wykazie wielkoowocnikowych grzybów podstawkowych Polski Władysława Wojewody z 2003 r. Po raz pierwszy w Polsce jego stanowiska podano w 2009 r., w późniejszych latach podano także inne. Aktualne stanowiska grzybówki pasożytniczej podaje internetowy atlas grzybów. Znajduje się w nim na liście gatunków rzadkich, wartych objęcia ochroną.
Grzyb saprotroficzny, mszakolubny i nagrzybny występujący na żywych mchach (np. torfowiec Sphagnum, próchniczek błotny Aulacomnium palustre), na bardzo spróchniałej korze drzew iglastych i na innych grzybach (pieprznik jadalny Cantharellus cibarius i powłocznikowatych: Coriolus versicolor, Xanthochrous perennis). Owocniki tworzy od lata do jesieni.